# テグデル
テグデル（Aḥmad Tegüder, アラビア語: تكودار احمد, ペルシア語: احمد تگودار, 
? - 1284年8月10日）は、イルハン朝の第3代君主（在位：1282年6月21日 - 1284年8月10日）。
初代君主・フレグの7男。フレグの第3正妃であったコンギラト部族出身のクトゥイ・ハトゥンとの息子であり、同母兄に4男のテクシンがいる。フレグ家の王族でムスリムになったことが確認できる最初の人物で、テグデル・オグルやアフマド・テグデル、アフマド・ハン Aḥmad khān などと称された。

## 生涯

### 即位以前
テグデルは1265年にフレグ・ハンが没した時、モンゴル本土からアバカの生母イスンジン・ハトゥンがアバカのいるイラン方面へ到着したとき、自らの母であるクトゥイ・ハトゥンや兄テクシンや甥ジュシュケブ、キンシュウといった兄弟・親族達とともにこれに付き従ってアバカの宮廷に迎えられた。
1282年4月にフレグ・ハンの長男であったアバカが没した後、イルハン朝内部では後継者を巡りクリルタイで対立が起きた。テグデルの異母弟であるアジャイ、コンクルタイ、フラチュらやフレグの次男ジョムクルの遺児であるジュシュケブ、キンシュウといった王族たち、および彼らの幕僚たちはテグデルの推戴を望んだが、一方でアバカの長男であるアルグンを推すアルクやブカといった譜代の部将たちなどのアバカ家のグループ、さらにフレグの第四正妃であるオルジェイ・ハトゥンは自子でフレグの十一男モンケ・テムルを推すなど、三つのグループに別れて後継者の選定は紛糾した。
しかし、モンケ・テムルがアバカの没後一ヶ月を待たずに急死する。このためオルジェイ・ハトゥンはアルグンの推戴に賛意を表したが、ヤサの規定では君主位の継承は宗族の年長者によるべきであるという意見もはなはだ根強かった。これは特に先代のアバカの即位の例を意識したものであった。フレグがモンゴル本土のモンケの許に残し、当地のオルドの管理を任せていた次男ジョムクルは1264年に既に没しており、3男ヨシムト、4男テクシン、5男タラガイ、6男トブシンらも没していた。結局アルグン陣営で譲歩する動きがあり、モンケ・テムルの死の10日後にあたる1282年5月6日にクリルタイの全会一致をもってテグデルは即位することとなった。

### 即位と治世
翌月の6月21日に再度王族、諸侯、諸将からの忠誠の誓約によって玉座につき、イスラームを信奉していたことにより、スルターン・アフマドと称することが宣言された。
テグデルは即位すると、自らのイスラームに対する信奉を内外に表明することに努め、マムルーク朝のスルターン・カラーウーンに親書を送ってこれと友好を築こうとし、バグダードのモスクやムスタンスィリーヤ学院などの諸所のマドラサにワクフなどの多大な寄進を進めた。また、讒訴によって投獄されていたバグダードの長官アラーウッディーン・アターマリク・ジュヴァイニーを釈放して再びバグダードの管理を任せている。これらのためアルメニアやネストリウス派などの国内のキリスト教勢力や仏教勢力は保護年金の打ち切りや、寺院などをモスクに改修する命令などが出されたと伝えられている。

### 継承争いと無惨な最期
1284年、ホラーサーンを領有していたアルグンは自らの即位を望んでテグデル・ハンに対して叛乱を起こした。これはアルグンがホラーサーンのみならずイラーク・アジャミーやファールス地方の王領地を譲渡するように迫ったのをテグデル・ハンが拒否したことがきっかけだったが、テグデルとしてはこの要求は到底受け入れられないものだった。テグデルは自らの即位に功績のあった弟コンクルタイがアルグンと内応して謀殺しようとしている、という情報を得たためにコンクルタイを処刑した。アルグンがホラーサーン、マーザンダラーンの諸軍を率いてテグデルのいるアゼルバイジャン地方に迫ったが、カズヴィーン郊外でテグデルの娘婿でもあったアリナク率いる1万5000騎と交戦した。この戦いでアルグンは敗退した。テグデルもモンゴル軍、アルメニア軍、グルジア軍などの8万の諸軍を率いてタブリーズから出征し、アルグンを訴追しようとしたがアルグンはアリナクが自らの所領を略奪したために出征したのであり、テグデルとの対立は望んでいないと釈明した。またカラウナス軍団はアルグンを支持しており、テグデル陣営もアルグンを支持する勢力の多さからこれと和議を結ぶべきであるという主張がされた。このためテグデルはアルグンと和平を結んだ。
6月、テグデルはアルグンが友好の印として白馬を献じるために宮廷に参内したところ歓待したが、彼の臣従の誓いを認めたもののこれをアリナクの監視下に置くことにした。
7月、アルグンの幕僚であるブカが王子ジュシュケブとフラチュに、テグデルはイスラームの信仰に染まってチンギス・ハン家を絶滅させようとしている、と偽ってアルグンを救出する計画に加担するように説得した。アルグンは夜中にブカの配下の者たちに救出されてアルナクを殺害し、王子アルク、フラチュらはアルグンを擁護した。
テグデルは秘かにアルグンが救出された知らせを受け、これを再度討伐すべく軍を編成させたが、幕僚の要将たちがすでに殺害されているという知らせを受けると彼は母后クトゥイ・ハトゥンのオルドがあるアルダビール方面のサラーブまで逃走せざるをえなくなった。
しかし、クトゥイ・ハトゥンのオルドでは既にアルグンが王族10人と高位の将軍たち60人からの支持を受け、この地へ逃走して来たことが知られていた。彼ら王族たちによって逮捕命令が出ていたこともあって、テグデルは拘禁されてしまった。
カラウナス軍団がクトゥイ・ハトゥンのオルドに到着し、テグデルは彼らの手に拘引されたが、同時にクトゥイ・ハトゥンのオルドは掠奪を受けた。アルグンらは遅れて到着し混乱を収束させてテグデルを尋問した。
アルグンはホラーサーン領有に満足していたためテグデルに叛意はなかったことを表明し彼を責め、テグデルもこれを謝罪した。またテグデルの母クトゥイ・ハトゥンは非常に尊敬を受けていたため、アルグンや諸将は彼を赦免するつもりだったが、コンクルタイの母アジュージャ・エゲチや彼の諸子らが復讐を強く望んだため、またフラチュ、ジュシュケブらがハマダーンで兵を集結させているとの知らせあったために事態の早期集結を臨み、コンクルタイ処刑の報復として1284年8月10日に彼もまた処刑された。その処刑方法は自らの背骨を折られるというものだったという。

## 宗室
『集史』「テグデル・アフマド紀」によると、テグデルはに男子は3人、女子は6人いたという。

### 父母・兄弟
- 父　フレグ・ハン
- 母　クトゥイ・ハトゥン
- 同母兄　テクシン（フレグの四男）

### 后妃
- ドクズ・ハトゥン[1]　大ハトゥン
- アルマニ・ハトゥン[1]　クビランジとアルスランジの母
  - メイ＝テギン[2]
- トデグ・ハトゥン[3]
- トデイ・ハトゥン[4]
- イル＝クトルグ・ハトゥン[5]
  - クルグジン（側室）

### 男子
- 長男　クビランジ　母アルマニ・ハトゥン
- 次男　アルスランジ　母アルマニ・ハトゥン
- 三男　ナウハンジ　母クルグジン（側室）

### 女子
- 長女　キュチュク　母トクズ・ハトゥン[6]
- 次女　クンチュク　母アルマニ・ハトゥン[7]
- 三女　チチェク　母アルマニ・ハトゥン[8]
- 四女　マイヌウ　母アルマニ・ハトゥン[9]
- 五女　サイルン　母トデグ・ハトゥン[10]
- 六女　ケルトゥルミシュ[11]